# 300e anniversaire des Romanov

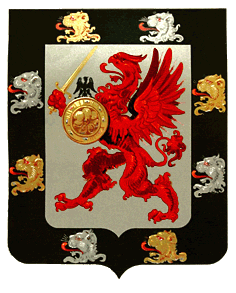
Blason des Romanov.

Le 300e anniversaire des Romanov, ou les festivités des Romanov en 1913 (en russe : Трёхсотле́тие до́ма Рома́новых), est les célébrations publiques et privées de l'anniversaire de la maison impériale russe de la Maison Romanov, à partir du 21 février 1913 (6 mars dans le calendrier grégorien), dans l'Empire russe. 

## Histoire
En vertu d'un « Manifeste impérial » du tsar Nicolas II (publié le 21 février 1913), elles ont eu lieu à la date anniversaire de l'élection du premier représentant de la dynastie par le Zemski sobor , réunion des représentants des différents États russes pour élire un nouveau roi au trône. Réunie depuis le 16 janvier 1613 à la cathédrale de la Dormition de Moscou, le 21 février 1613 (3 mars dans le calendrier grégorien) c'est Mikhaïl Romanov qui est élu et devient le premier monarque de la dynastie des Romanov, « le plus proche de Riourik et de Vladimir Sviatoslavitch ». Il est couronné le 11 juin 1613. 
Le manifeste impérial, signé le 21 février 1913, proclame la volonté de « commémorer comme il convient le jour solennel et de perpétuer sa mémoire au sein du peuple » grâce à la générosité de l'empereur. Le manifeste prévoit un vaste programme d'actions charitables, de dons aux pauvres, d'amnistie de certains condamnés, d'effacement des dettes de petits artisans, de propriétaires fonciers et d'autres encore,,.
Toutes les villes de Russie contribuent à l'organisation des fêtes. Dans les églises sont rendus des services religieux en hommage aux Romanov. Les garnisons locales forment des parades militaires. Des bals sont organisés, des réceptions avec les gouverneurs et les maires. Des expositions historiques sont présentées à la population. Les vitrines de nombreux magasins et les maisons sont décorées du portrait du tsar Mikhaïl Romanov et de l'empereur Nicolas II. Débutées en février, les festivités se poursuivent jusqu'à l'automne 1913. La clôture se déroule à Moscou. Cette année 1913 est proclamée « l'année du sommet de la prospérité de l'empire russe et celle du grand jubilé ».

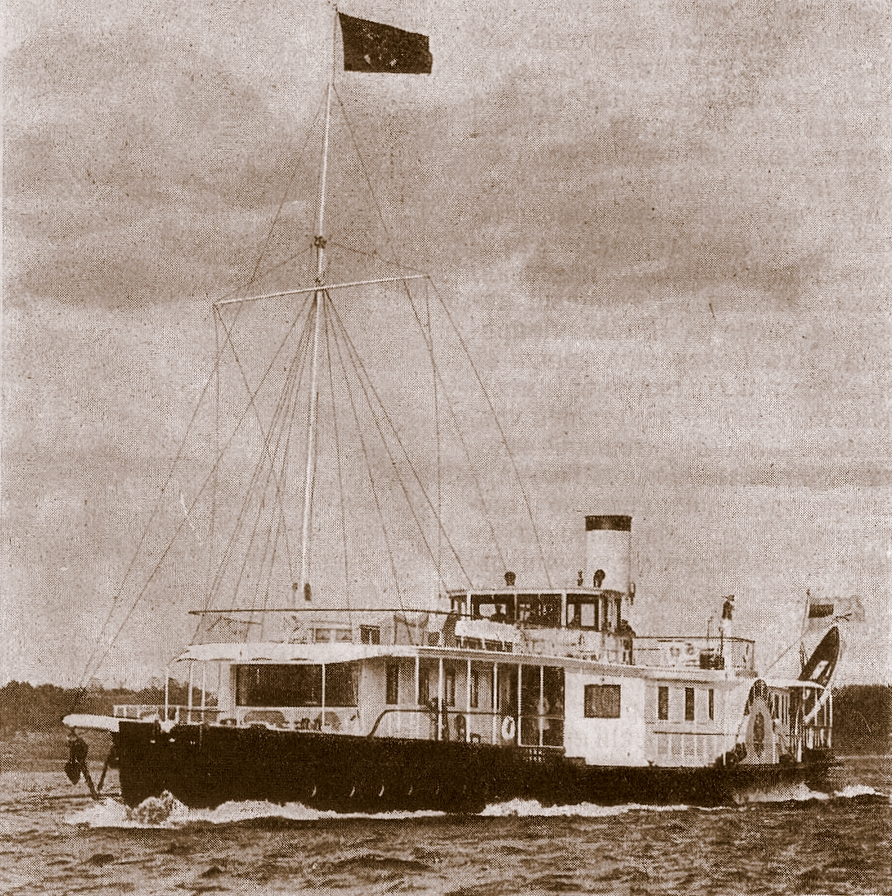
Le vapeur Mejen sur lequel l'empereur et sa famille voyagent sur la Volga.
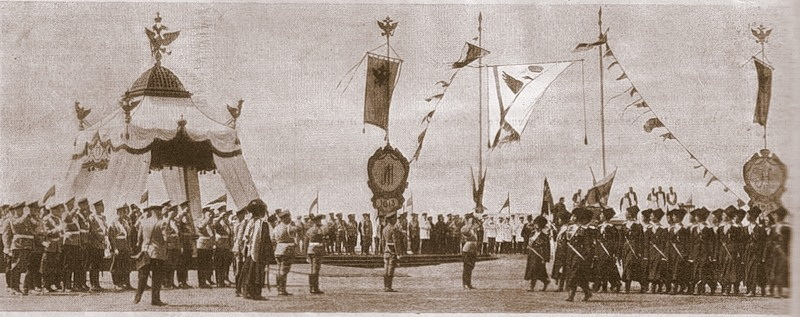
Défilé militaire à Kostroma.
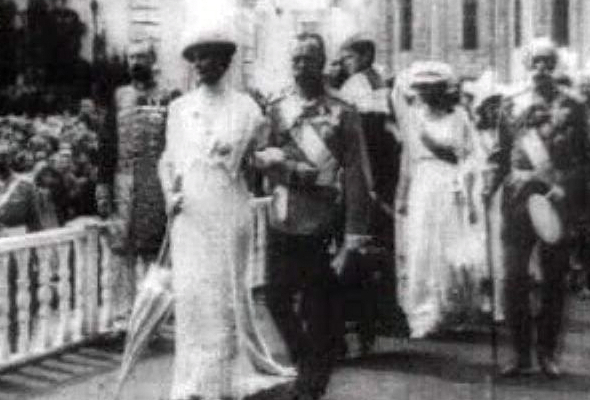
L'empereur et son épouse lors du 300e anniversaire.
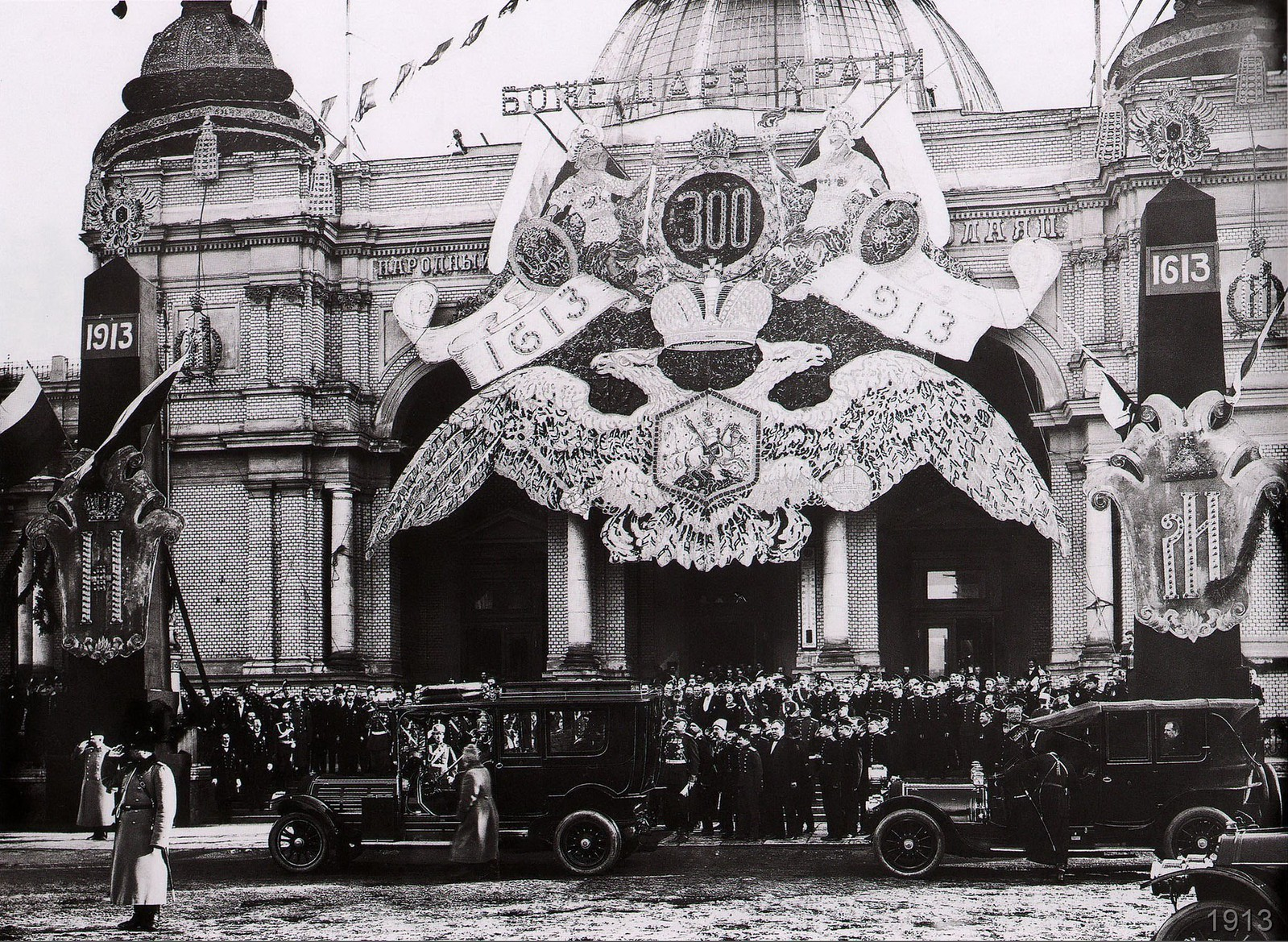
Maison du Peuple pendant les célébrations à Saint-Pétersbourg.
Olga et Tatiana.

C'est encore durant ce tricentenaire qu'est organisée à Moscou la première exposition d'icônes anciennes à l'initiative et aux frais du collectionneur Stepan Riabouchinski. L'article du compte rendu de Pavel Mouratov sur l'exposition dans la revue Les Anciennes Années était très élogieux. La Russie, écrit-il, est en possession d'un héritage exceptionnel qu'elle ignorait encore et que l'Occident va découvrir.